# ترانه‌شناسی سارا ایوانز
ترانه‌شناسی هنرمند موسیقی کانتری آمریکایی سارا ایوانز شامل ده آلبوم استودیویی، سه آلبوم تلفیقی، دو نمایش توسعه یافته، یک آلبوم ویدئویی، سه آلبوم اضافی، ۳۹ تک‌آهنگ و چهار آهنگ دیگر است.
پس از ضبط کوتاهی با "E and S Records"، ایوانز کارگردانی موسیقی خود را دوباره کار کرد و در سال با RCA Nashville قرارداد امضا کرد. اولین آلبوم او، سه آکورد و حقیقت، در ژوئیه ۱۹۹۷ منتشر شد. اگرچه تک آهنگ‌ها ناموفق بودند، اما مورد تحسین منتقدان قرار گرفت. دومین آلبوم استودیویی او در سپتامبر ۱۹۹۸ با عنوان جایی که دور منتشر شد که آهنگ اول آلبوم به صدر جدول آهنگ‌ها و تک‌آهنگ‌های کشور داغ بیلبورد رسید. این موفقیت به آلبوم کمک کرد تا گواهینامه طلایی را در ایالات متحده کسب کند.
سومین آلبوم استودیویی ایوانز به نام بدنیا آمده برای پرواز در اکتبر ۲۰۰۰ منتشر شد. Born to Fly به رتبه ششم جدول آلبوم‌های برتر کشور و شصت برتر بیلبورد ۲۰۰ رسید. در این آلبوم آهنگ‌های «من نمی‌توانستم بیشتر بخواهم»، «قدیس‌ها و فرشتگان» و «من به دنبالش می‌گردم» وجود داشت. این آلبوم پرفروش‌ترین آلبوم حرفه ایوانز است که گواهینامه ۲× پلاتین را در ایالات متحده دریافت کرده‌است.
پنجمین آلبوم استودیویی ایوانز، Real Fine Place، در اکتبر ۲۰۰۵ منتشر شد. این اولین رکورد او بود که برای اولین بار در جدول آلبوم‌های برتر کشور بیلبورد، برای فروش صد و سی هزار نسخه در هفته اول، در رتبه یک قرار گرفت. همچنین در جایگاه سوم بیلبورد ۲۰۰ قرار گرفت " یک مکان واقعی خوب برای شروع " تک آهنگ اصلی آن بود و در رتبه اول جدول ترانه‌های داغ کانتری به اوج رسید، در حالی که دومین تک آهنگ " تقلب' " به ۱۰ آهنگ برتر رسید
پس از درخواست طلاق در سال ۲۰۰۶، ایوانز انتشار موسیقی جدید را به تأخیر انداخت. در مارس ۲۰۱۱، ایوانز اولین آلبوم استودیویی خود را پس از شش سال، با نام قوی تر منتشر کرد. این دومین تلاش او برای صدرنشینی در جدول آلبوم‌های برتر بیلبورد کانتری بود و اولین تک آهنگ آن، " کمی قوی تر " به پنجمین موفقیت شماره یک ایوانز تبدیل شد.
هفتمین آلبوم استودیویی او، آرامم کن، در مارس ۲۰۱۴ منتشر شد آهنگ اصلی این آلبوم در جدول ترانه‌های داغ کانتری به رتبه ۱۹ رسید و ایوانز را به یکی از چهار هنرمند زن کانتری تبدیل کرد که در سال ۲۰۱۴ موفق به کسب ۴۰ آهنگ برتر شد
نهمین آلبوم استودیویی ایوانز به نام کلمات در ژوئیه ۲۰۱۷ منتشر شد و در رتبه چهارم جدول آلبوم‌های برتر کشور قرار گرفت.

## آلبوم‌ها

### آلبوم‌های استودیویی
| عنوان                                                                          | جزئیات آلبوم                                                                        | نمودار اوج   | نمودار اوج       | نمودار اوج  | گواهینامه‌ها |
| عنوان                                                                          | جزئیات آلبوم                                                                        | ایالات متحده | ایالات متحده کو. | می توان کو. | گواهینامه‌ها |
| ------------------------------------------------------------------------------ | ----------------------------------------------------------------------------------- | ------------ | ---------------- | ----------- | ----------- |
| CMT دختران شب بیرون (با مارتینا مک براید، میندی مک کریدی و لوری مورگان)        | - تاریخ انتشار: ۱۲ اکتبر ۱۹۹۹ - برچسب: BNA - فرمت‌ها: سی دی، کاست                    | -            | ۳۰               | ۸           |             |
| احساس می‌کنم خانه                                                               | - تاریخ انتشار: ۶ دسامبر ۲۰۰۵ - برچسب: Sony BMG - فرمت‌ها: سی دی                     | -            | -                | -           |             |
| همیشه وجود دارد                                                                | - تاریخ انتشار: ۱۵ می ۲۰۰۶ - برچسب: علامت مشخصه - فرمت‌ها: سی دی                     | -            | -                | -           |             |
| سالهای اولیه                                                                   | - تاریخ انتشار: ۲۱ ژوئن ۲۰۰۷ - برچسب: E&S - فرمت‌ها: سی دی، دانلود دیجیتال           | -            | -                | -           |             |
| بزرگ‌ترین بازدیدها                                                              | - تاریخ انتشار: ۹ اکتبر ۲۰۰۷ - برچسب: RCA Nashville - فرمت‌ها: سی دی، دانلود دیجیتال | ۸            | ۳                | -           | - RIAA: طلا |
| لیست پخش: The Very Best of Sara<br id="mwAb0"/>{{سخ}} ایوانز                   | - تاریخ انتشار: ۲۹ ژانویه ۲۰۱۳ - برچسب: لگسی رکوردینگز - فرمت‌ها: سی دی              | -            | ۷۳               | -           |             |
| کشور                                                                           | - منتشر شده: ۳ اکتبر 2014 - برچسب: سونی بی‌ام‌جی - فرمت‌ها: سی دی                      | -            | -                | -           |             |
| "—" به صدای ضبط شده‌ای اشاره می‌کند که در آن منطقه نمودار نشده یا منتشر نشده‌است. |                                                                                     |              |                  |             |             |

### آلبوم‌های زنده
| عنوان                                                           | جزئیات بازی توسعه یافته                                                         |
| --------------------------------------------------------------- | ------------------------------------------------------------------------------- |
| پخش زنده از City Winery Nashville (with the Barker Family Band) | - منتشر شده: ۳۰ اوت ۲۰۱۹ - برچسب: متولد شده برای پرواز - فرمت‌ها: دانلود دیجیتال |

### نمایشنامه‌های تمدید شده
| عنوان                                            | جزئیات بازی توسعه یافته                                                           |
| ------------------------------------------------ | --------------------------------------------------------------------------------- |
| من برای کریسمس در خانه خواهم بود                 | - تاریخ انتشار: ۳ نوامبر ۲۰۰۹ - برچسب: RCA Nashville - فرمت‌ها: دانلود دیجیتال     |
| گروه خانواده بارکر (with the Barker Family Band) | - منتشر شده: ۱۲ آوریل ۲۰۱۹ - برچسب: متولد شده برای پرواز - فرمت‌ها: دانلود دیجیتال |

## تک آهنگها

### به عنوان هنرمند اصلی
| عنوان                                                                          | سال  | نمودار اوج       | نمودار اوج        | نمودار اوج    | آلبوم          |
| عنوان                                                                          | سال  | ایالات متحده باب | ایالات متحدهCoun. | می توان Coun. | آلبوم          |
| ------------------------------------------------------------------------------ | ---- | ---------------- | ----------------- | ------------- | -------------- |
| " این ضربان قلب است " (با برادران وارن)                                        | ۲۰۰۰ | ۱۳               | ۲۲                | ۳۸            | پادشاه هیچ چیز |
| "کلمات چرخ تو هستند" (as فیل واسار و دوستان)                                   | ۲۰۰۲ | -                | -                 |               |                |
| "—" به صدای ضبط شده‌ای اشاره می‌کند که در آن منطقه نمودار نشده یا منتشر نشده‌است. |      |                  |                   |               |                |

### تک تک تبلیغاتی
| عنوان | سال  | موقعیت‌های پیک چارت | آلبوم              | Ref.   |
| عنوان | سال  | کشور آمریکا        | آلبوم              | Ref.   |
| --- | ---- | ------------------ | ------------------ | ------ |
| "نمی تونم از دوست داشتنت بازم بیارم" (با اسحاق سلاید)                                                             | ۲۰۱۴ | -.                 | آهسته‌تر من رو ببند | [ ۲۱ ] |
| "فقط به من یک دلیل بده" (زنده) (به‌طور زنده)                                                                       | ۲۰۱۵ | rowspan="4"        | [ ۲۲ ]             |        |
| "بگو" (بزرگ) (به‌طور زنده)                                                                                         | ۲۰۱۵ | -.                 | [ ۲۳ ]             |        |
| "بخاموش شو و رقص کن" (بخش زنده) (به‌طور زنده)                                                                      | ۲۰۱۵ | -.                 | [ ۲۴ ]             |        |
| "عشق بی پایان" (با تاد کریسلی)                                                                                    | ۲۰۱۶ | ۳۹                 | [ ۲۵ ]             |        |
| "اگر نتونم تو رو داشته باشم"                                                                                      | ۲۰۲۰ | -.                 | اینو بکش           | [ ۲۶ ] |
| "من خیلی تنهام که می‌توانم گریه کنم"                                                                               | ۲۰۲۰ | -.                 | اینو بکش           | [ ۲۷ ] |
| "مثل اینکه میخوام ببخشم"                                                                                          | ۲۰۲۰ | -.                 | اینو بکش           | [ ۲۸ ] |
| "اگر نتونم تو رو داشته باشم" (رمیکس)                                                                              | ۲۰۲۰ | rowspan="2"        | [ ۲۹ ]             |        |
| "پینک" (با مونیکا، دولی پارتون، جوردین اسپارکس و ریتا ویلسون) (با مونیکا دالی پارتون، جوردین سپارک و ریتا ویلسون) | ۲۰۲۰ | -.                 | [ ۳۰ ]             |        |
| " " به یک ضبط اشاره دارد که در این سرزمین قرار نگرفته یا منتشر نشده‌است.                                           |      |                    |                    |        |

## دیگر آهنگ‌های نمودار شده
| عنوان                                | سال  | اوج چارت سازمانی موقعیت‌ها | آلبوم                        |
| عنوان                                | سال  | ایالات متحدهکشور          | آلبوم                        |
| ------------------------------------ | ---- | ------------------------- | ---------------------------- |
| «میسوری گمشده»                       | ۲۰۰۶ | ۵۲                        | جای خوب واقعی                |
| " من برای کریسمس در خانه خواهم بود " | ۲۰۰۷ | ۴۶                        | شنیدن چیزی کشور: کریسمس ۲۰۰۷ |

## فیلمبرداری
| عنوان        | جزئیات آلبوم                                                         |
| ------------ | -------------------------------------------------------------------- |
| مجموعه ویدیو | - تاریخ انتشار: ۱۹ سپتامبر ۲۰۰۶ - برچسب: RCA Nashville - فرمت‌ها: DVD |

### نماهنگ
| عنوان                                   | سال  | کارگردان (های) | Ref.   |
| --------------------------------------- | ---- | -------------- | ------ |
| "سه آکورد و حقیقت"                      | ۱۹۹۷ | سوزان جانسون   | [ ۳۱ ] |
| "من نمی‌خواهم نور را ببینم"              | ۱۹۹۸ | سوزان جانسون   | [ ۳۱ ] |
| "بازی گریه"                             | ۱۹۹۸ | سوزان جانسون   | [ ۳۱ ] |
| "هیچ جایی به این دور"                   | ۱۹۹۸ | تام اولیفانت   | [ ۳۲ ] |
| "احمق، من یک زن هستم"                   |      |                |        |
| "این ضربان قلب است" (with برادران وارن) | ۲۰۰۰ | شان سیلوا      | [ ۳۳ ] |
| "بدنیا آمده برای پرواز"                 | ۲۰۰۰ | پیتر زوادیل    | [ ۳۴ ] |
| "من نمی‌توانستم بیشتر بخواهم"            | ۲۰۰۱ | پیتر زوادیل    | [ ۳۵ ] |
| "قدیس و فرشتگان"                        | ۲۰۰۱ | پیتر زوادیل    | [ ۳۶ ] |
| "کامل"                                  | ۲۰۰۳ | بابی جی        | [ ۳۷ ] |
| "Suds in the Bucket"                    | ۲۰۰۴ | پیتر زوادیل    | [ ۳۸ ] |
| "یک مکان واقعی برای شروع"               | ۲۰۰۵ | پیتر زوادیل    | [ ۳۹ ] |
| "تقلب"                                  | ۲۰۰۵ | پیتر زوادیل    | [ ۴۰ ] |
| "تو همیشه عزیزم خواهی بود"              | ۲۰۰۶ | کریستین بارلو  | [ ۴۱ ] |
| "مثل اینکه"                             | ۲۰۰۷ | رومی سفید      | [ ۴۲ ] |
| "کم"                                    | ۲۰۰۸ |                | [ ۴۳ ] |
| "کمی قوی تر"                            | ۲۰۱۰ | پیتر زوادیل    | [ ۴۴ ] |
| "قلب من نمی‌تواند به شما نه بگوید"       | ۲۰۱۱ | پیتر زوادیل    | [ ۴۵ ] |
| "هرجا" (Live)                           |      | [ ۴۶ ]         |        |
| "آهسته من"                              | ۲۰۱۳ | پیتر زوادیل    | [ ۴۷ ] |
| "قلبم را زمین بگذار"                    | ۲۰۱۴ | پیتر زوادیل    | [ ۴۸ ] |
| "نشان خیمه شب بازی"                     | ۲۰۱۷ | پیتر زوادیل    | [ ۴۹ ] |

## سایر ظواهر
| Title                                                                    | Year | Other artist(s)                                | Album                                                                   | Ref.   |
| ------------------------------------------------------------------------ | ---- | ---------------------------------------------- | ----------------------------------------------------------------------- | ------ |
| "I Don't Wanna Play House"                                               | ۱۹۹۸ | none                                           | Tammy Wynette Remembered                                                | [ ۵۰ ] |
| "The Distance Between You and Me"                                        | ۱۹۹۸ | none                                           | Songs of Dwight Yoakam: Will Sing for Food                              | [ ۵۱ ] |
| "Almost New"                                                             | ۱۹۹۸ | none                                           | Clay Pigeons (soundtrack)                                               | [ ۵۲ ] |
| "O Come All Ye Faithful"                                                 | ۱۹۹۹ | none                                           | Country Christmas 1999                                                  | [ ۵۳ ] |
| "Are You Tired of Me, Darling"                                           | ۲۰۰۱ | رالف استنلی                                    | Clinch Mountain Sweethearts                                             | [ ۵۴ ] |
| "Go Tell It on the Mountain"                                             | ۲۰۰۱ | none                                           | Country Christmas 2001                                                  | [ ۵۵ ] |
| "Mamas Don't Let Your Babies Grow Up to<br id="mwBTE"/>{{سخ}}Be Cowboys" | ۲۰۰۳ | Deana Carter                                   | I've Always Been Crazy: A Tribute to Waylon Jennings                    | [ ۵۶ ] |
| "Sweet By and By"                                                        | ۲۰۰۴ | none                                           | Amazing Grace 3: A Country Salute to Gospel                             | [ ۵۷ ] |
| "New Again"                                                              | ۲۰۰۴ | برد پیزلی                                      | The Passion of the Christ: Original Songs Inspired by the Film          | [ ۵۸ ] |
| "One's on the Way"                                                       | ۲۰۰۵ | none                                           | Music from and Inspired by Desperate Housewives                         | [ ۵۹ ] |
| "Crackers"                                                               | ۲۰۰۶ | none                                           | She Was Country When Country Wasn't Cool: A Tribute to Barbara Mandrell | [ ۶۰ ] |
| "Finder's Keepers"                                                       | ۲۰۰۶ | Pat Green                                      | Cannonball                                                              | [ ۶۱ ] |
| "Never Alone"                                                            | ۲۰۰۶ | Jim Brickman                                   | Escape                                                                  | [ ۶۲ ] |
| "I'll Be Home for Christmas"                                             | ۲۰۰۷ | none                                           | Hear Something Country: Christmas 2007                                  | [ ۶۳ ] |
| "Just a Closer Walk with Thee"                                           | ۲۰۰۸ | none                                           | How Great Thou Art: Gospel Favorites from the Grand Ole Opry            | [ ۶۴ ] |
| "Low"                                                                    | ۲۰۰۸ | none                                           | Billy: The Early Years (soundtrack)                                     | [ ۶۵ ] |
| "شب خاموش"                                                               | ۲۰۰۸ | الویس پرسلی                                    | Christmas Duets                                                         | [ ۶۶ ] |
| "There Is a City"                                                        | ۲۰۰۹ | Bethany Olds                                   | Glory Revealed II                                                       | [ ۶۷ ] |
| "Put My Heart Down"                                                      | ۲۰۱۴ | ویل چیس                                        | Nashville (season 3) – Put My Heart Down – Single                       | [ ۶۸ ] |
| "What a Fool Believes"                                                   | ۲۰۱۴ | دوبی برادرز                                    | Southbound                                                              | [ ۶۹ ] |
| "Trying to Find Atlantis"                                                | ۲۰۲۰ | Jamie O'Neal                                   | Sometimes                                                               | [ ۷۰ ] |
| "Did I Shave My Legs for This? (2021 Version)"                           | ۲۰۲۱ | Deana Carter تری کلارک وینس گیل Ashley McBryde | Did I Shave My Legs for This? (25th Anniversary Edition)                | [ ۷۱ ] |